# Parafia św. Michała Archanioła w Wólce Wygonowskiej
Parafia św. Michała Archanioła – parafia prawosławna w Wólce Wygonowskiej, w dekanacie Kleszczele diecezji warszawsko-bielskiej.
Na terenie parafii funkcjonuje 1 cerkiew i 1 kaplica:
- cerkiew św. Michała Archanioła w Wólce Wygonowskiej – parafialna
- kaplica św. Serafina z Sarowa w Krasnej Wsi

## Historia

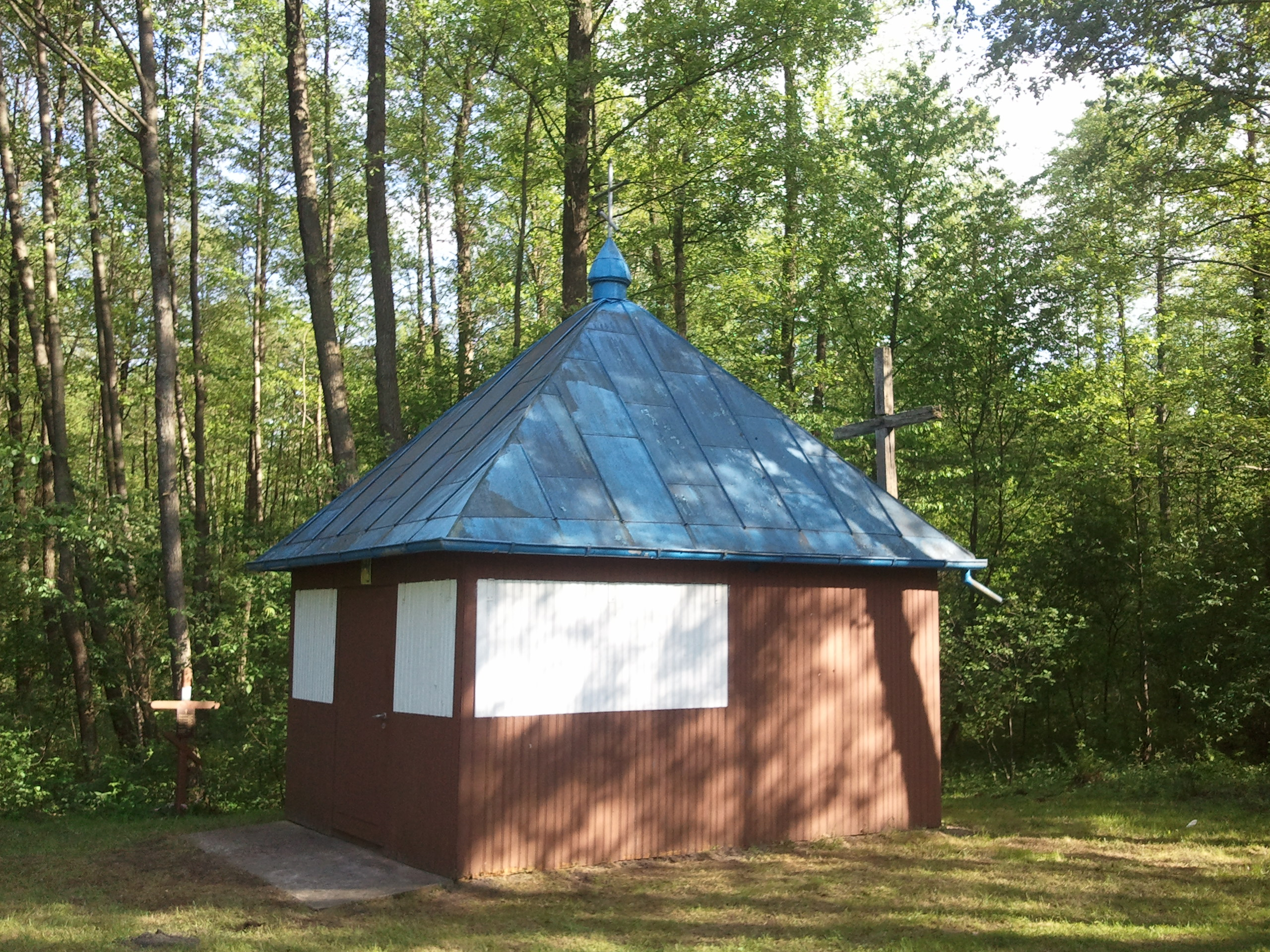
Kaplica św. Serafina z Sarowa w Krasnej Wsi

Parafia po raz pierwszy wzmiankowana w 1686 w brańskich księgach grodzkich, kiedy to kasztelan lubelski Paryss nadał „[grunt] 1 włóki we trzy pola...” jako fundusz cerkiewny.  W dokumencie z wizyty generalnej „...Cerkwie Wolenskiey pod Tytułem S.Michala kolacji Panow Paryssow” w 1727 można przeczytać opis ówczesnej cerkwi: „Cerkiew (...) na gurce drewniana zbyt stara. Cmętarz z parkanu ruina iest (...) Dzwonniczka osobno na słupkach pod daszkiem dranicznym (...) z lewey strony Ołtarz bokowy Snicerskiey sztuki (...) Nowy proporcionate Moskiewski Nadany przez P.Sadłowskiego (...) Carskie Drzwi Staroświeckie (...) Ołtarz wielki Na zrębie (...) Ieszcze się znayduie Obrazow dwa wielkich. Salwatora y S.Antoniego a Moskiewskich Szesc...”. W skład parafii wchodziły wsie: Wólka Wygonowska, Czechy, Dydule, Kruhla, Meszkiewszce, Oleksiszcze i Szyposze (dziś uroczysko). Cerkiew przeszła gruntowny remont w ostatnich latach XVIII w., kiedy Wólka Wygonowska należała do podstolego ziemi mielnickiej Ignacego Bobrownickiego.
Zgodnie z postanowieniami synodu połockiego (1839), parafia została przyłączona do Rosyjskiego Kościoła Prawosławnego. W 1847 liczyła 923 wiernych. W dalszych latach nastąpił wzrost liczby parafian (w 1879 – 1156, na początku XX w. – prawie 2000). Według danych eparchii litewskiej z 1875, do parafii należały wsie: Wólka Wygonowska, Czechy, Dydule, Gregorowce, Krasne Sieło, Kruhła, Moskowce i Oleksze. W tym czasie przeprowadzono remont cerkwi, którą wyposażono w nowy ikonostas. W latach 80. XIX w. założono cerkiewne szkoły gramoty w Czechach, Dydulach, Gregorowcach i Krasnym Siele. Działalność parafii została przerwana w 1915, kiedy to wskutek działań wojennych większość ludności prawosławnej udała się w głąb Rosji.
Po powrocie mieszkańców z bieżeństwa w latach 1919–1921 parafia nie otrzymała statusu etatowej placówki i została dołączona do Kleszczel. Większość ziemi cerkiewnej przekazano Dyrekcji Lasów Państwowych w Siedlcach. Dopiero w 1927 władze państwowe zezwoliły na otwarcie etatowej filii parafii Zaśnięcia Przenajświętszej Bogurodzicy w Kleszczelach. Placówka w Wólce Wygonowskiej liczyła w 1928 około 1800 wiernych.
4 kwietnia 1937 w pożarze wsi spłonęła doszczętnie XVII-wieczna drewniana cerkiew wraz z dzwonnicą. Nabożeństwa zaczęto odprawiać w domu parafialnym. 14 października 1938 położono kamień węgielny pod nową murowaną cerkiew. Prace budowlane przerwano wskutek wybuchu II wojny światowej. Wkrótce po zakończeniu wojny, w wyniku walk zbrojnego podziemia (1946), w Wólce Wygonowskiej zabito 2 osoby i zniszczono 27 gospodarstw. Znaczna część ludności została przesiedlona do Białoruskiej SRR. Mimo to jeszcze w 1946 wznowiono budowę cerkwi, którą ukończono trzy lata później. Świątynia została konsekrowana 14 października 1953. W tym samym roku parafia ponownie uzyskała samodzielność i weszła w skład diecezji warszawsko-bielskiej.
W 1967 do cerkwi dobudowano dzwonnicę, a w latach 70. XX w. wzniesiono nową, murowaną plebanię. W latach 1986–1987 na terenie parafii, w okolicy Krasnej Wsi wzniesiono kaplicę pod wezwaniem św. Serafina z Sarowa. Remonty cerkwi parafialnej przeprowadzono w latach 1999–2000 i 2010–2011. W 2009 odrestaurowano otoczoną szczególnym kultem ikonę Opieki Matki Bożej.

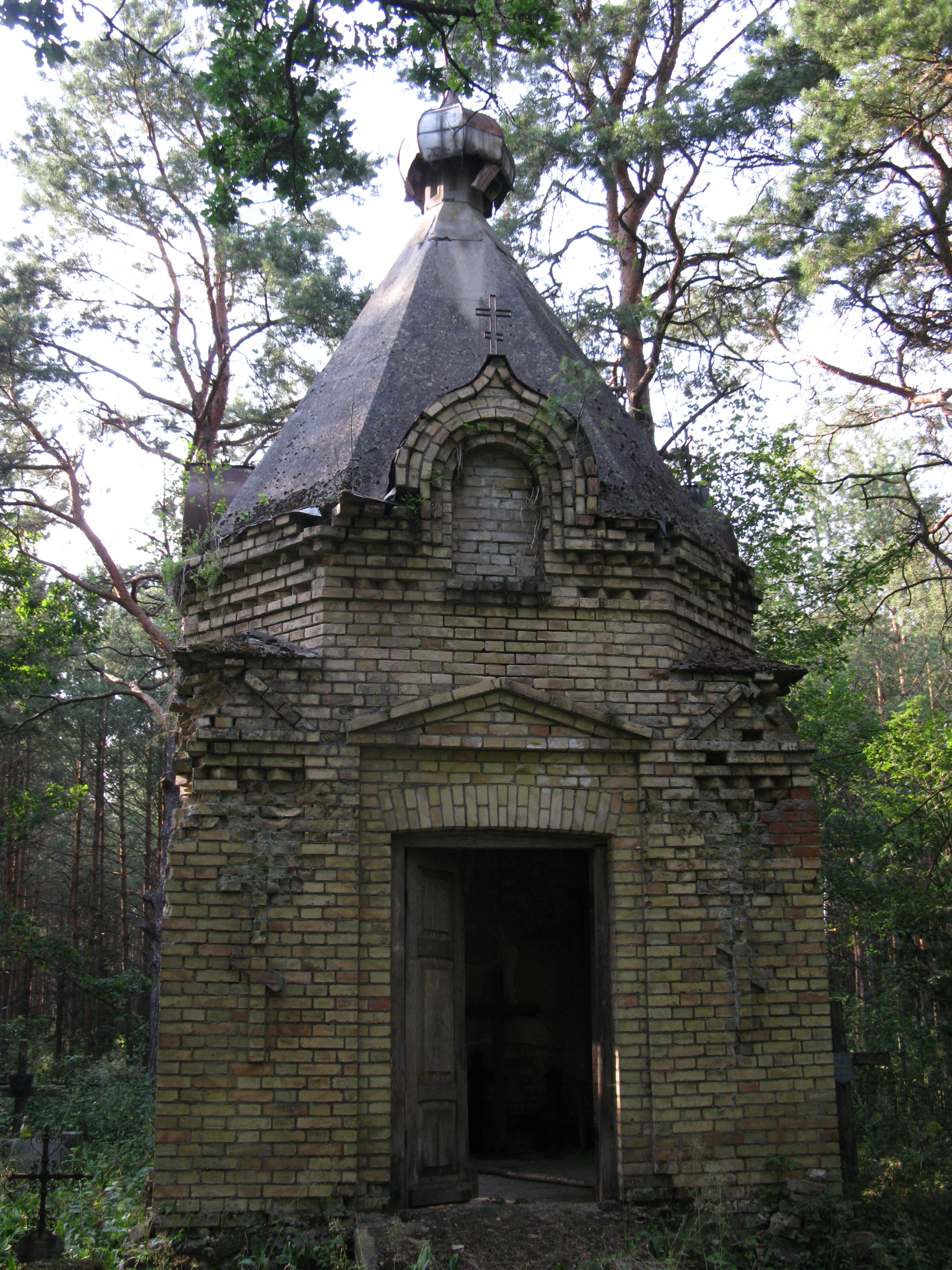
Kaplica-grobowiec Schulców na cmentarzu w Pawlinowie

W 2014 parafia obejmowała Wólkę Wygonowską, Czechy Zabłotne, Dydule, Gregorowce, Krasną Wieś, Kruhłe, Moskiewce, Oleksze i Pawlinowo. Posiada 7,5 ha ziemi oraz 7 cmentarzy – dwa w Wólce Wygonowskiej, w Czechach Zabłotnych, Dydulach, Gregorowcach, Krasnej Wsi i Pawlinowie (gdzie znajduje się zabytkowa kaplica-grobowiec rodziny Schulców).
Parafia liczy ok. 480 osób.

## Wykaz proboszczów
- 1699 – ks. Paweł Dubowski
- 1717 – ks. Abraham Mojewski
- 1727 – ks. Bazyli Polczewski
- 1780–1824 – ks. Cyryl Bobrowski
- ?–1863 – ks. Cyryl Charsewicz
- 1863–1889 – ks. Jan Wróblewski
- 1889–1911 – ks. Włodzimierz Lewicki
- 1912–1915 – ks. Aleksander Trajkowicz
- przerwa w działalności parafii (bieżeństwo)
- 1920–1924 – ks. Eufimiusz Maksimczuk (administrator nieetatowej placówki)
- 1927–1963 – ks. Aleksander Samojlik (do 1953 administrator, później proboszcz)
- 1963–1981 – ks. Lewkijusz Jarocewicz
- od 1981 – ks. Leon Sajewicz